# Session Description Protocol
Session Description Protocol (SDP), es un protocolo para describir los parámetros de inicialización de los flujos multimedia. Corresponde a un protocolo actualmente redactado en el RFC 4566 por la IETF, de los anteriores RFC 2327 de abril de 1998 y RFC 3266 de junio de 2002.
SDP está pensado para describir sesiones de comunicación multimedia cubriendo aspectos como anuncio de sesión, invitación a sesión y negociación de parámetros. SDP no se encarga de entregar los contenidos propiamente dichos sino de entablar una negociación entre las entidades que intervienen en la sesión como tipo de contenido, formato, y todos los demás parámetros asociados. Este conjunto de parámetros se conoce como perfil de sesión. SDP se puede ampliar para soportar nuevos tipos de medios y formatos.
Comenzó como componente del SAP (Session Announcement Protocol), pero encontró otros usos en conjunto con RTP (Real-time Transport Protocol), SIP y como formato independiente para describir sesiones multicast.

## Descripción de la sesión
Una sesión se describe con una serie de atributos, cada uno en una línea. Los nombres de estos atributos son un carácter seguido por '=' y el valor respectivo. Existen parámetros opcionales, denotados con '=*'. Los valores pueden ser una cadena ASCII, o una secuencia específica de tipos separada por espacios. La sintaxis de SDP se puede ampliar y ocasionalmente se agregan nuevos atributos a la especificación. A continuación se muestra un formato para el uso de SDP:
```
     Descripción de la sesión
        v=  (Versión del protocolo)
        o=  (Origen e identificador de sesión)
        s=  (Nombre de sesión)
        i=* (Información de la sesión)
        u=* (URI de descripción)
        e=* (Correo electrónico)
        p=* (Número telefónico)
        c=* (Información de conexión)
        b=* (Cero o más líneas con información de ancho de banda)
        Una o más líneas de descripción de tiempo (Ver abajo "t=" y "r=")
        z=* (Ajustes de zona horaria)
        k=* (Clave de cifrado)
        a=* (Cero o más líneas de atributos de sesión)
        Cero o más descripciones de medios
```

```
     Descripción de tiempo
        t=  (Tiempo durante el cual la sesión estará activa)
        r=* (Cero o más veces de repetición)
```

```
     Descripción de medios, si está presente
        m=  (Nombre de medio y dirección de transporte)
        i=* (Título)
        c=* (Información de conexión)
        b=* (Cero o más líneas con información de ancho de banda)
        k=* (Clave de cifrado)
        a=* (Cero o más líneas de atributos de sesión)
```